# Korana
La Korana est une rivière du centre de la Croatie, de 144 km de long, et un affluent de la Kupa, donc un sous-affluent du Danube par la Save.

## Géographie

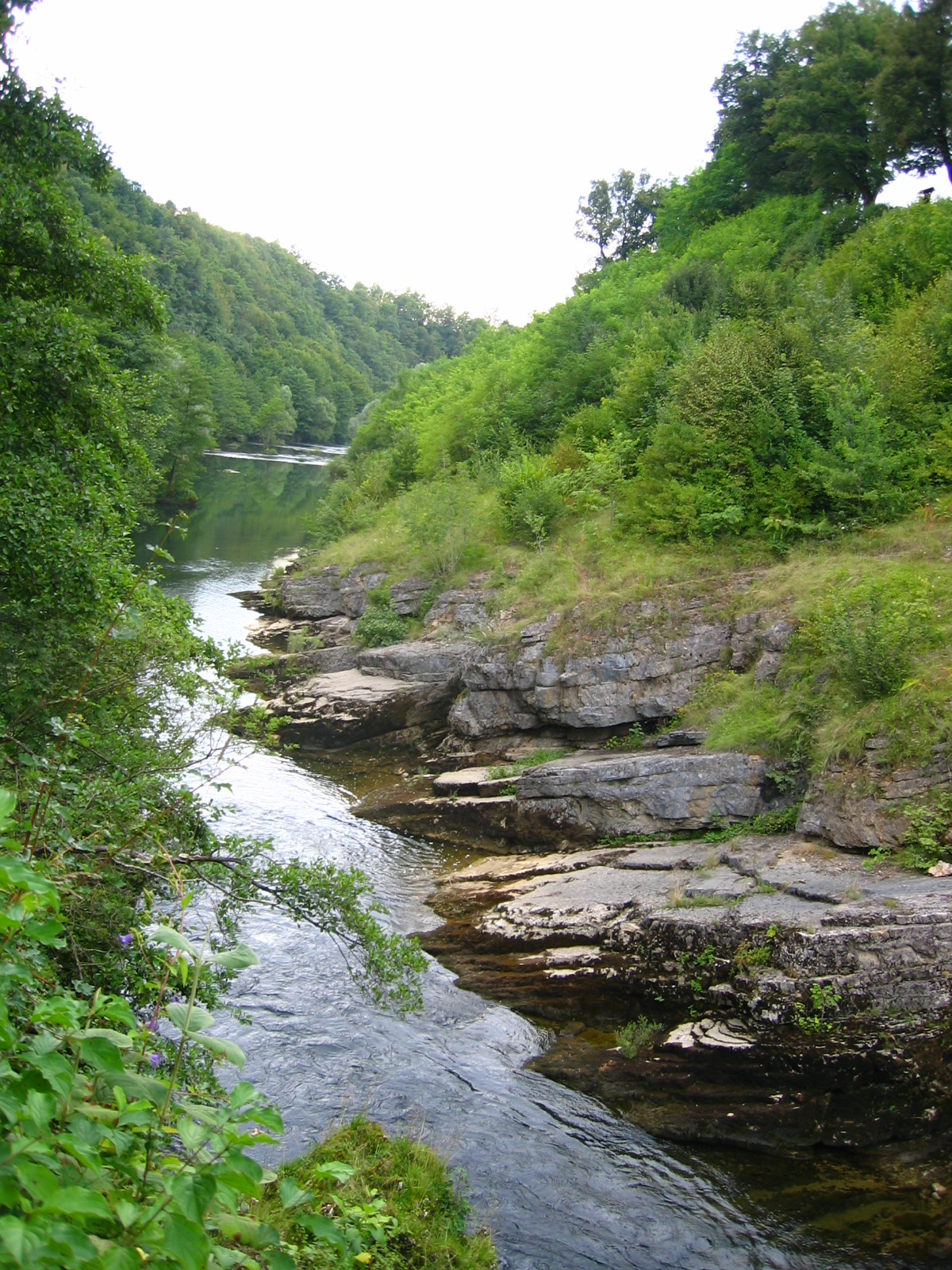
Les gorges de la Korana à Slunj.

Elle prend sa source sur les flancs orientaux du massif de la Lika. Sur son cours se trouvent les lacs qui forment le parc national des lacs de Plitvice, l'un des sites les plus fréquentés de Croatie. À Slunj elle est proche de la frontière avec la Bosnie-Herzégovine, puis coule vers le nord.
Elle rejoint la Kupa à Karlovac.

## Géologie
Le sous-sol de la région est majoritairement calcaire, et la Korana contribue à l'élaboration d'un paysage karstique. On trouve également sur son cours des travertins, à Plitvice notamment.